# Leptonetela deltshevi
Leptonetela deltshevi là một loài nhện trong họ Leptonetidae.
Loài này thuộc chi Leptonetela. Leptonetela deltshevi được P. M. Brignoli miêu tả năm 1979.